# Johan David Zocher Sr.
Johan David Zocher sr. (Straatsburg, 6 december 1764 – Baarn, 15 mei 1817) was een Nederlandse architect die vooral faam verwierf als tuin- en landschapsarchitect. In toenmalige stukken valt zijn eerste voornaam te vinden als Johann, Jean, Johan en Jan. Samen met zijn leermeester Johann Georg Michael (1738 – 1800) heeft hij een bepalende rol gespeeld bij de introductie van de uit Engeland afkomstige landschapsstijl in de Nederlandse tuin- en landschapsarchitectuur. Hij is tevens de stamvader van drie generaties Zocher die allen parken in landschapsstijl hebben ontworpen. Twee zonen, Jan David Zocher jr. en Karel Georg Zocher werden, evenals kleinzoon Louis Paul Zocher, architect en tuinarchitect.

## Biografie
Zocher werd geboren in het Franse Straatsburg als zoon van de uit het Duitse Torgau afkomstige Johann David Zocher (1735-1813) en de al in Straatsburg woonachtige Marie Salomé Allinger (voor 1724-1785). Zijn vader was ‘Kunst und Lustgärtner’, net als diens vader. Ook zijn uit Straatsburg stammende moeder kwam uit een geslacht van ‘Kunst und Lustgärtner’. Zij was eerder tweemaal getrouwd geweest, beide overleden echtgenoten waren eveneens ‘Kunst und Lustgärtner’. 
Kleinzoon Louis Paul Zocher schreef veel later dat Johan David 'denkelijk' in 1780 naar Nederland kwam. Van huis uit en zogezegd in zijn genen zat het 'groen'. Zijn verdere opleiding als tuinarchitect kreeg hij in de omgeving van Haarlem bij zijn latere schoonvader, de uit Duitsland afkomstige Johann Georg Michael. In 1789 werd Zocher lid van het Haarlemse St.-Lucasgilde en kon daarmee zelfstandig opdrachten verwerven. Dat was de start van een succesvolle carrière als tuinarchitect van buitenplaatsen, landgoederen en stadsparken. De meeste van deze tuinen waren daarvoor met strakke geometrische lijnen ingericht volgens de principes van de barok en werden naar de mode van de tijd door Zocher ingrijpend omgevormd en tegelijk vaak ook vergroot tot ruime tuinen in landschapsstijl met kronkelende vijvers en slingerpaden. Vanaf 1802 beschikte hij voor de realisering van zijn projecten over de eigen kwekerij Rozenhagen aan de noordzijde van Haarlem. In de loop der jaren had Zocher met zijn ontwerpen een zodanige faam opgebouwd dat koning Lodewijk Napoleon Bonaparte hem in 1807 benoemde tot hofarchitect voor de tuinen van zijn paleizen. Hij overleed op 53-jarige leeftijd tijdens werkzaamheden aan het park van Paleis Soestdijk.

## Stijl en ontwerpen

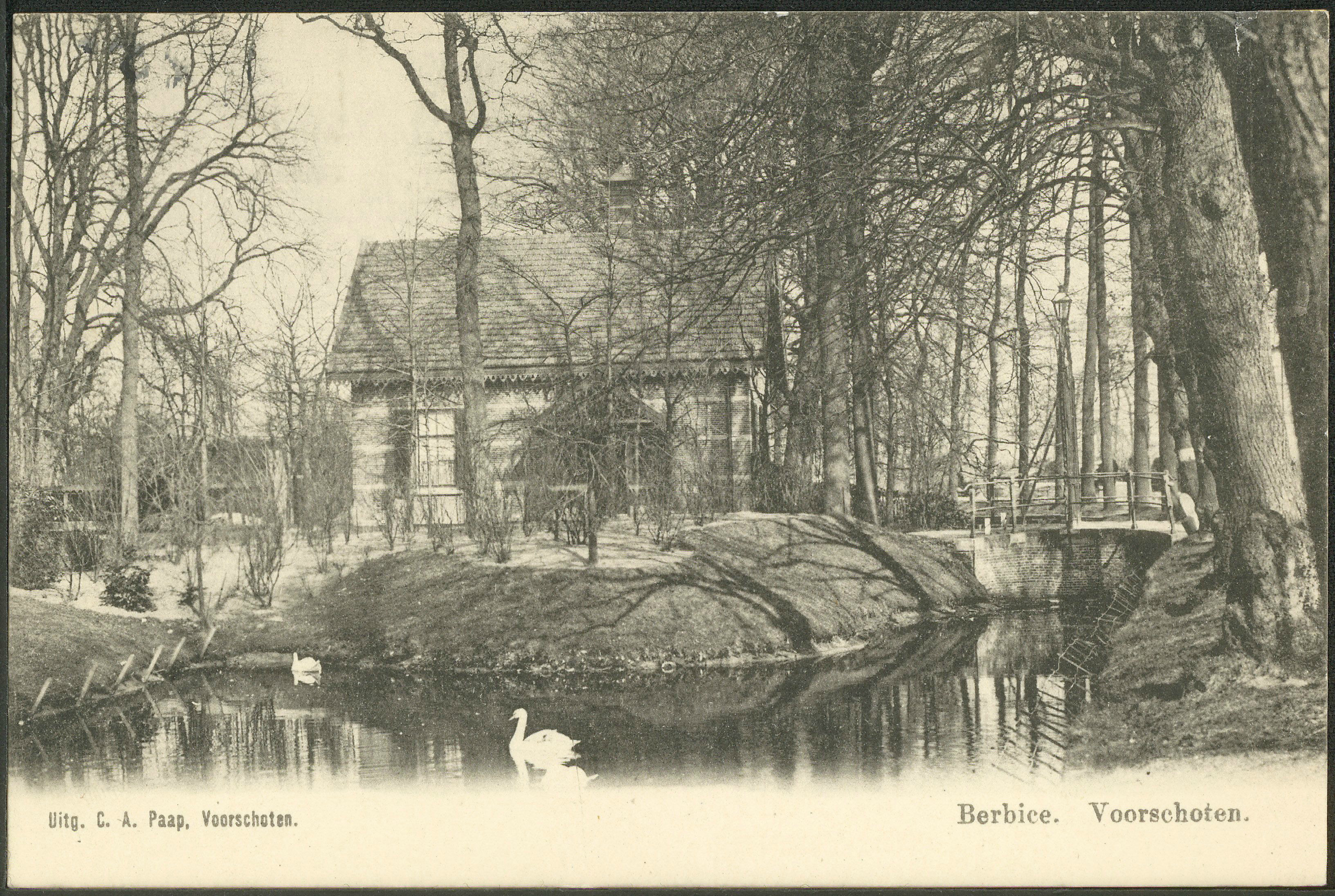
Prentbriefkaart van de Buitenplaats Berbice 1906

Er is relatief weinig bekend over de opdrachtgevers en opdrachten van Johan David Zocher sr. Veel van zijn werk is verloren gegaan door het verdwijnen of later opnieuw inrichten van buitenplaatsen en parken. Bekende projecten zijn onder meer de parken van de buitenplaatsen de Hartekamp (vanaf 1790), Meer en Berg (1794) en Bosch en Hoven (circa 1800) in Heemstede, Woestduin (Aerdenhout, circa 1800), Vredenoord (Rijswijk, 1801), Berbice (Voorschoten, 1803) en Duinzicht (Oegstgeest, 1808). Hij maakte ook een ontwerp voor een deel van het Haagse Bos (1809) en hij ontwierp en realiseerde de eerste versie van het Valkhofpark in Nijmegen (1797) en delen van het park van Paleis Soestdijk (vanaf 1807). Helaas is slechts een klein aantal van deze parkinrichtingen bewaard gebleven. Belangrijke delen van zijn ontwerp zijn nog te zien in het park van de buitenplaatsen Clingendael (Wassenaar) en Buitenplaats Berbice (Voorschoten) en in het Bos van Wijckerslooth (voorheen Duinzicht) in Oegstgeest. 
Zocher was een typische vertegenwoordiger van de zogenaamde vroege landschapsstijl. In vergelijking met de latere landschapsstijl (van onder anderen zijn zoon Jan David Zocher) zijn de ontwerpen in deze vroege stijl veelal kleinschaliger van aard en zijn de paden nadrukkelijker aanwezig. De paden werden door Zocher sr. geregeld in cirkelvorm aangelegd.